# Gloria Jean's
Gloria Jean's Coffee là hãng chuyên bán cà phê theo hình thức nhượng quyền kinh doanh lớn nhất thế giới. Tại Úc, nó là hãng nhượng quyền phát triển nhanh nhất tại đây.

## Lịch sử
Gloria Jean's khởi đầu bằng một tiệm cà phê nhỏ kiêm tiệm bán đồ lưu phẩm nằm tại Chicago ,Hoa Kỳ vào năm 1979. Năm 1996, Gloria Jean's mở tiệm đầu tiên tại Úc. Gloria Jean's Australia được thành lập (bởi Nabi Saleh và Peter Irvine) bằng hình thức nhượng quyền quốc tế.

## Tổng quan
Gloria Jean's hiện đang hoạt động ở 25 nước, có 723 quán cà phê và phục vụ hơn 8.5 triệu khách mỗi ngày. Cách Gloria Jean's kinh doanh cũng giống như các hãng thức ăn nhanh. Họ phải trả tiền nhượng quyền (Franchise) để sở hữu và kinh doanh loại hình này. Hiện nay mỗi cửa hàng Gloria Jean's đều do chủ sở hữu và quản lý bởi người mua nhượng quyền ở từng khu vực.

## Giải thưởng
Năm 2005, Gloria Jean’s Coffees được nhận giải 2005 Australian Franchisor của năm bởi Franchise Council of Australia.
Năm 2006, Gloria Jean's Coffees được nhận giải 2006 Franchise Export Award của năm.

## Bạn có biết
- Gloria Jean's đã có mặt tại Thành phố Hồ Chí Minh và Hà Nội